# 911 أجاممنون
 أجَامِمْنُون 911 أوالكويكب 911 0التعين المؤقت له الكويكب 1919FD) هو كويكب من كويكبات طروادة ينتمي إلى كويكبات معسكر الإغريق. اكتشف في سنة 1919. اشتق اسم هذا الكويكب من اسم إحدى الشخصيات الإغريقية في ملحمة الإلياذة لهوميروس.
كباقي كويكبات معسكر الإغريق يقع مداره في النقطة L4 من نقاط لاغرانج وفق نظام الشمس - المشتري. يبلغ القدر المطلق لهذا الكويكب 7.89 ونصف المحور الرئيسي لمداره 5.268 وحدة فلكية. وقد تم رصده 44 مرة حتى شباط/فبراير 2013. الإشارة المرجعية له وفق ملحق مدرات الكويكبات السيارة هي MPO250202‏

## طالع
- أجاممنون